# Jorge Almirón
Jorge Francisco Almirón Quintana (ur. 19 czerwca 1971 w Buenos Aires) – argentyński piłkarz z obywatelstwem meksykańskim występujący na pozycji defensywnego pomocnika, trener piłkarski, od 2024 roku prowadzi chilijski Colo-Colo.

## Kariera klubowa
Almirón pochodzi ze stołecznego miasta Buenos Aires i jest wychowankiem tamtejszego zespołu Club Atlético San Miguel. Do drużyny seniorów, występującej wówczas w trzeciej lidze argentyńskiej, został włączony jako dwudziestolatek i jej barwy reprezentował przez kolejne trzy lata, nie odnosząc żadnego sukcesu w Primera B Metropolitana. W 1994 roku przeszedł do chilijskiego drugoligowca Santiago Wanderers z siedzibą w Valparaíso, gdzie od razu został kluczowym piłkarzem ekipy i podczas sezonu 1995 wywalczył z nią awans do najwyższej klasy rozgrywkowej. Jego udane występy po dwóch latach zaowocowały powrotem do ojczyzny, gdzie podpisał umowę z pierwszoligowym Deportivo Español. W argentyńskiej Primera División zadebiutował 26 sierpnia 1996 w zremisowanym 1:1 spotkaniu z Colónem i od tamtego czasu miał pewne miejsce w wyjściowej jedenastce drużyny.
Latem 1997 Almirón wyjechał do Meksyku, gdzie spędził resztę swojej kariery piłkarskiej, przyjmując tamtejsze obywatelstwo. Początkowo został graczem drużyny Club Atlas z siedzibą w mieście Guadalajara, prowadzonej przez swojeo rodaka, Ricardo Lavolpe, w której barwach zadebiutował w meksykańskiej Primera División, 26 lipca w wygranym 2:1 meczu z Pueblą, natomiast premierowego gola strzelił cztery dni później, 30 lipca w przegranych 1:2 derbach miasta z Chivas. W wiosennym sezonie Verano 1999 wywalczył z Atlasem tytuł wicemistrza kraju, regularnie występując w wyjściowej jedenastce. W styczniu 2000 przeniósł się do Monarcas Morelia, gdzie jeszcze w tym samym roku, podczas jesiennych rozgrywek Invierno 2000, zdobył pierwsze w historii klubu mistrzostwo Meksyku, będąc kluczowym graczem zespołu prowadzonego przez Luis Fernando Tenę. W sezonie Apertura 2002 osiągnął kolejne wicemistrzostwo Meksyku i sukces ten powtórzył również pół roku później, podczas fazy Clausura 2003. Odnosił także sukcesy w najbardziej prestiżowych rozgrywkach kontynentu, Pucharze Mistrzów CONCACAF, dwukrotnie docierając do finału tego turnieju; w latach 2002 i 2003. Barwy Morelii reprezentował ogółem przez ponad cztery lata i jest uznawany za legendę oraz jednego z najlepszych piłkarzy w historii zespołu.
W lipcu 2004 Almirón odszedł do meksykańskiego drugoligowca Club León, gdzie od razu wywalczył sobie miejsce w wyjściowej jedenastce i podczas sezonu Clausura 2005 dotarł do dwumeczu finałowego Primera División A, przegrywając w nim jednak z Querétaro. Po dwóch latach spędzonych w Leónie powrócił do najwyższej klasy rozgrywkowej, podpisując umowę z beniaminkiem rozgrywek, Querétaro FC, w którego barwach przez rok rozegrał wszystkie możliwe spotkania od pierwszej do ostatniej minuty, lecz na koniec sezonu 2006/2007 spadł z nim do drugiej ligi. Wówczas powrócił do Leónu, z którym w rozgrywkach Clausura 2008 wygrał drugą ligę, co jednak nie zaowocowało awansem na najwyższy szczebel rozgrywek, wobec porażki w decydującym dwumeczu z Indios. Profesjonalną karierę piłkarską zakończył w wieku 37 lat jako zawodnik drugoligowego klubu Dorados de Sinaloa z miasta Culiacán.

## Kariera trenerska
W październiku 2008, zaledwie kilka dni po zakończeniu kariery piłkarskiej, Almirón został trenerem Dorados de Sinaloa, który prowadził przez następne kilka miesięcy bez większych sukcesów. W lipcu 2009 powrócił do Argentyny, podpisując umowę z drugoligowym Defensa y Justicia z siedzibą w stołecznym Buenos Aires. Odszedł ze stanowiska w grudniu 2009, po czym objął meksykańskiego drugoligowca Tiburones Rojos de Veracruz, który trenował przez kolejne półtora miesiąca. We wrześniu tego samego roku został szkoleniowcem innego klubu z drugiej ligi meksykańskiej, Correcaminos UAT z miasta Ciudad Victoria, gdzie spędził następny rok. W fazie Apertura 2011 przyczynił się do wygrania przez drużynę rozgrywek Liga de Ascenso, jednak został zwolniony już po czterech kolejkach sezonu i w decydujących spotkaniach zespół prowadził już Ignacio Rodríguez. W styczniu 2012 został asystentem trenera Juana Carlosa Cháveza w swojej byłej ekipie, Club Atlas, z której odszedł po kilku miesiącach wraz z jego zwolnieniem.
W październiku 2012 Almirón ponownie został trenerem Defensa y Justicia, grającego w drugiej lidze argentyńskiej. Bez większych sukcesów prowadził go przez następne kilka miesięcy, zaś w czerwcu 2013 zastąpił swojego rodaka Antonio Mohameda na stanowisku szkoleniowca meksykańskiego Club Tijuana. Drużynę tę trenował do grudnia, nie odnosząc żadnych osiągnięć, po czym został zwolniony przez zarząd zespołu. W grudniu 2013 powrócił do ojczyzny, zostając następcą Martína Palermo w roli trenera występującego w najwyższej klasie rozgrywkowej klubu Godoy Cruz Antonio Tomba. Tam spędził udane pół roku, zajmując wysokie, czwarte miejsce w lidze, dzięki czemu w lipcu 2014 przeniósł się do jednego z największych zespołów w kraju, stołecznego CA Independiente, pełniącego rolę beniaminka pierwszej ligi.